# 전호속
전호속(前胡屬)은 미나리과에 딸린 속의 하나이다. 12종이 있다. 몇몇 종은 유해 식물로 간주된다. 이 속 식물들은 풀밭이나 약간 습한 땅의 가장자리에서 자란다.

## 종
- 전호 (Anthriscus sylvestris)
  - 털전호 (Anthriscus sylvestris var. hirtifructus)
- 유럽전호 (Anthriscus caucalis)
- Anthriscus cerefolium
- Anthriscus neglecta
- Anthriscus nitida